# Sana Krankenhaus Benrath
Das Sana Krankenhaus Benrath ist ein Krankenhaus der Grund- und Regelversorgung an der Urdenbacher Allee 83 in Benrath, Düsseldorf. Es verfügt über 212 Betten. Zu den Abteilungen gehört unter anderem eine Gynäkologie & Geburtshilfe.
Träger ist wie beim Sana Krankenhaus Gerresheim die Sana Kliniken Düsseldorf GmbH.